# Felix Matthäus Stupan von Ehrenstein
Felix Matthäus Stupan von Ehrenstein (* 1743; † 26. Januar 1800) war ein österreichischer Jurist.

## Leben
Felix Matthäus Stupan von Ehrenstein war der Sohn Anton Maria Stupan von Ehrenstein österreichischer Geheimer Staatsrat.
Nach dem Studium der Rechtswissenschaften begann er 1767 bei der Reichskammervisitation und kam 1771 als Rat zur niederösterreichischen Regierung und 1782 in gleicher Verwendung zum niederösterreichischen Appellationsgericht.
1784 wurden die Verhandlungen zur Verfassung eines österreichischen Seegesetzes aufgenommen und Felix Matthäus Stupan von Ehrenstein führte bei der Gesetzgebungs-Hofkommission  nach Franz Georg von Keeß (1747–1799) und Michael Joseph Freiherr von Conforti das Referat in Seerechtsangelegenheiten.
Als 1785 die Landtafel bei der obersten Justizstelle (später: Oberster Gerichtshof) eingeführt wurde, war er hierbei als Referent eingesetzt.
1789 wurde er Vizepräsident des Böhmischen Landrechts. Auf sein Ersuchen vom 24. Februar 1791 wurde er als Hofrat zur obersten Justizstelle und als dieses mit der böhmisch-österreichischen Hofkanzlei vereinigt wurde, erfolgte seine Versetzung zur Hofkanzlei.
Als am 23. Februar 1797 die per kaiserlichem Handbillete (handgeschrieben) von Kaiser Franz II. angeordnete Zusammensetzung einer Hofkommission in Gesetzessachen erfolgte, wurde er von Seiten des Justizdepartements als Beisitzer ernannt. Während des Vorrückens der französischen Armee im Frühjahr 1797 auf Wien zu, wurde befürchtet, dass die oberste Justizstelle in ihrer Tätigkeit, auch bezüglich der Reichsteile, die nicht unmittelbar vom Krieg betroffen waren, gehemmt werden könnte. Aus diesem Grund wurde der oberste Justizpräsident Leopold von Clary und Aldringen (1736–1800) mit sechs Räten, unter denen sich auch Felix Matthäus Stupan von Ehrenstein befand, nach Prag beordert, um von dort aus die Justizverwaltung für Böhmen, Mähren, Schlesien und Ost- und Westgalizien aufrechtzuerhalten.
Sein Sohn war der Hofrat Ignaz Stupan von Ehrenstein.